# 1992 WA4
1992 WA4 är en asteroid i huvudbältet som upptäcktes den 21 november 1992 av de båda japanska astronomerna Seiji Ueda och Hiroshi Kaneda i Kushiro.
Asteroiden har en diameter på ungefär 12 kilometer och den tillhör asteroidgruppen Hygiea.